# El Paraíso (Tucumán)

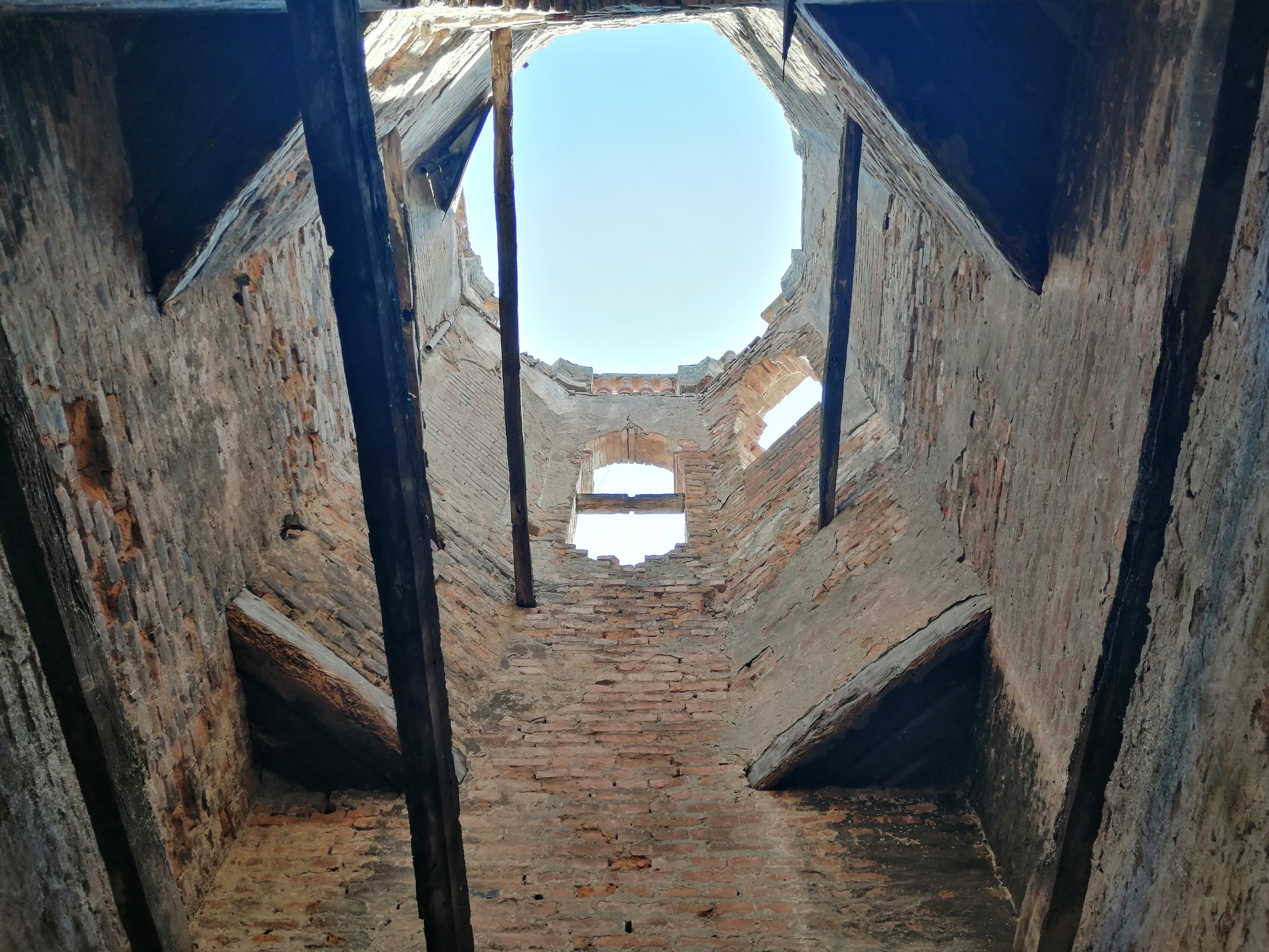
Interior de la torre de la casa del administrador

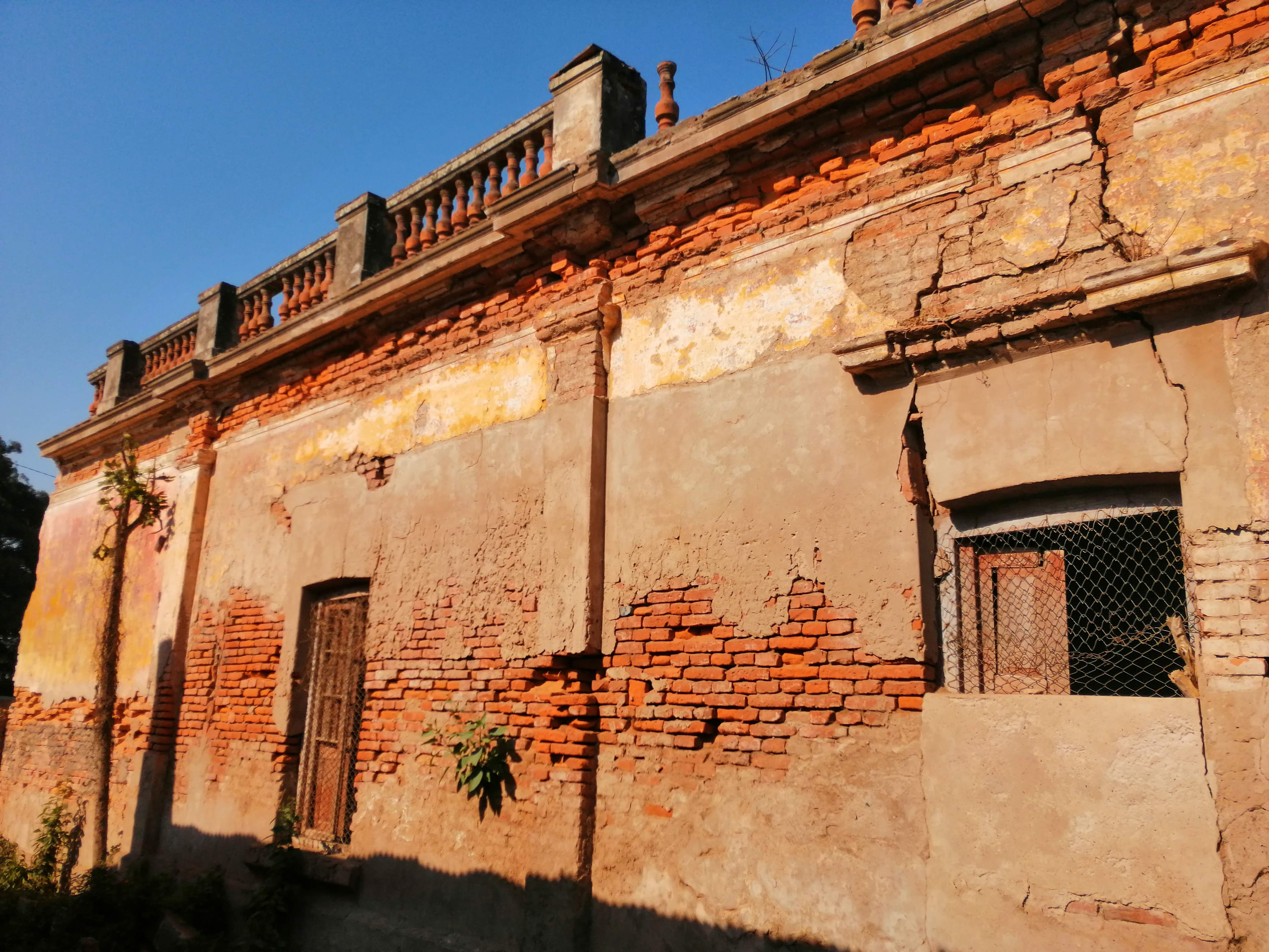
Pared lateral de la casa del administrador del ingenio el paraíso

El Paraíso o Ex Ingenio El Paraíso es una localidad argentina ubicada en el departamento Cruz Alta de la Provincia de Tucumán, depende administrativamente de la comuna de Delfín Gallo, ubicándose en el sector norte de la misma.
Se formó en torno al ingenio El Paraíso, fundado en 1838 por Vicente García y cerrado en 1932.

## Población
Cuenta con 8,828 habitantes (Indec, 2010), lo que representa un incremento del 13% frente a los 7,776 habitantes (Indec, 2001) del censo anterior. Estas cifras pertenecen a la ciudad principal del aglomerado, Delfín Gallo, en la cual se incluye esta localidad.

## Historia
El ex ingenio El Paraíso, ahora reducido a un pequeño casco donde antiguamente residían los administradores y que estaba junto al arco de entrada resiste estoicamente el paso del tiempo, muy poco queda de la estructura original. Funcionó a partir de 1838, Los pobladores locales hacen referencia al cierre del mismo en fechas diferentes, las fechas posibles están comprendidas entre 1919 y 1936.

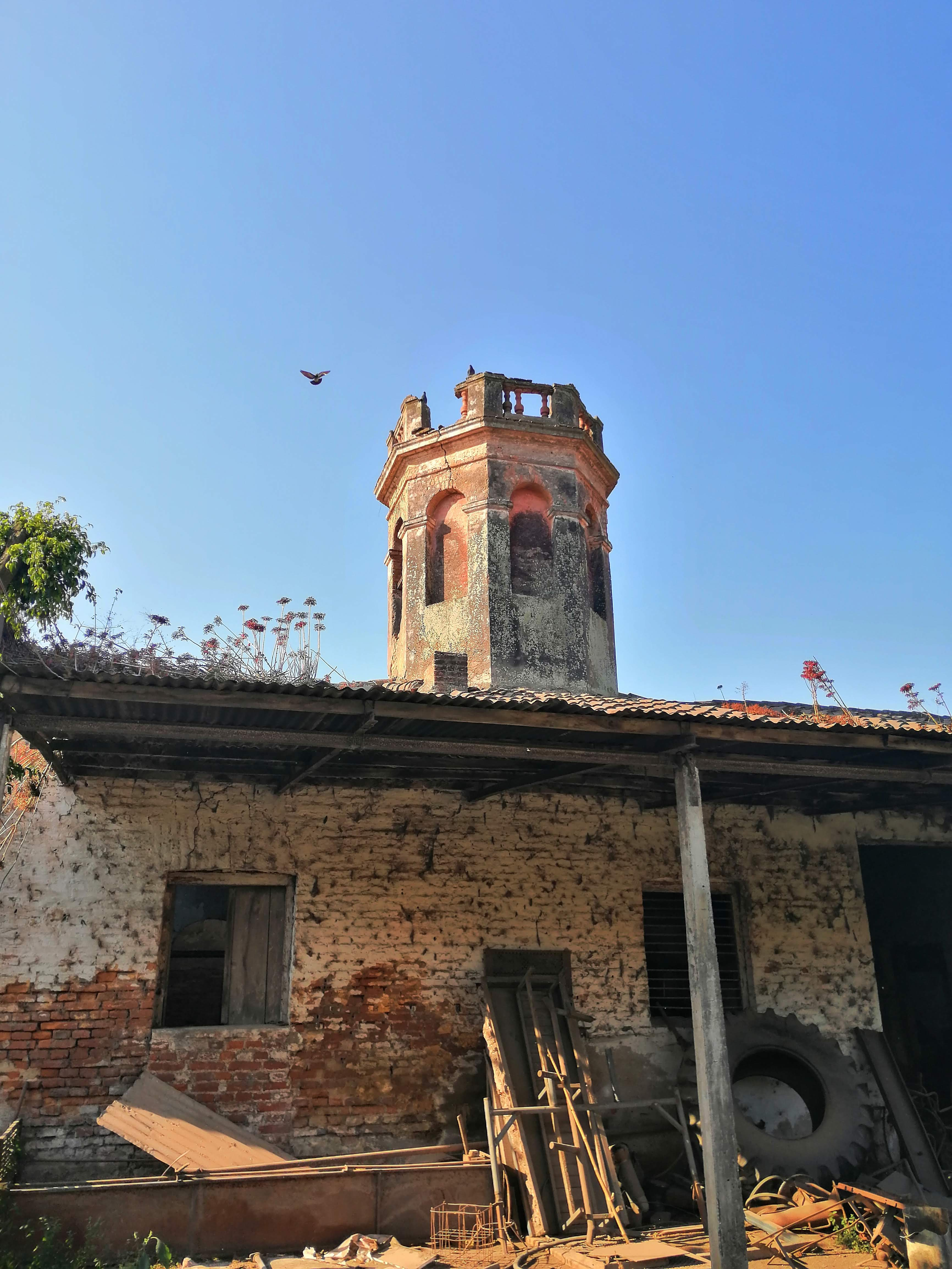